# ماك أو إس سييرا
ماك أو إس سييرا (بالإنجليزية: macOS Sierra)‏ هو الإصدار الرئيسي الثاني عشر من أو إس إكس من نظام أبل لحواسيب ماكنتوش، تم الإعلان عنه في مؤتمر آبل العالمي للمطورين والذي عقد في 14 يونيو 2016 ليكون وريث ماك أو إس 10.11 "إل كابيتان". ومن أجل تطابق أسماء برمجيات أبل المتعددة مثل watchOS وtvOS. وهو الإصدار الأول الذي يحتوي على ماك أو إس، بعدما تم الاستغناء عن ماك أو إس 10 (OS X) والاكتفاء بإضافة ماك أو إس.